# Hydrotaea obtusiseta
Hydrotaea obtusiseta är en tvåvingeart som beskrevs av Feng 1997. Hydrotaea obtusiseta ingår i släktet Hydrotaea och familjen husflugor. Inga underarter finns listade i Catalogue of Life.